# Кауби, Йоханнес Густович
Йоха́ннес Гу́стович Ка́уби (Окс) (эст. Johannes Kaubi (Oks); 6 ноября 1917, Pärsamaa Rural Municipality — 30 апреля 1980, Таллин) — советский борец вольного и классического стилей, чемпион и призёр чемпионатов СССР, мастер спорта СССР (1947). Восьмикратный чемпион Эстонии по классической борьбе, чемпион Эстонии по вольной борьбе. Тренер.

## Биография
В секцию борьбы не был принят из-за своего небольшого роста. 
Начал заниматься в 1940 году со своим братом Эдуардом, чемпионом Эстонии. В 1941 году был мобилизован в Красную Армию, а с 1943 года учился и тренировался в Военной академии в Москве.
На чемпионате Европы 1947 года выбыл с соревнований после четырёх кругов.
Работал тренером в «Динамо». Похоронен в Таллине на кладбище Лийва.

## Спортивные результаты
- Чемпионат Москвы по классической борьбе 1943 года — ;
- Чемпионат СССР по классической борьбе 1944 года — ;
- Чемпионат Москвы по классической борьбе 1944 года — ;
- Чемпионат СССР по классической борьбе 1945 года — ;
- Командный чемпионат СССР по классической борьбе 1945 года — ;
- Чемпионат Эстонской ССР по греко-римской борьбе 1945 года — ;
- Чемпионат СССР по классической борьбе 1946 года — ;
- Чемпионат Европы по борьбе 1947 года — 4;
- Чемпионат Эстонской ССР по греко-римской борьбе 1947 года — ;
- Чемпионат СССР по вольной борьбе 1947 года — ;
- Командный чемпионат СССР по классической борьбе 1948 года — ;
- Чемпионат Эстонской ССР по греко-римской борьбе 1948 года — ;
- Чемпионат Эстонской ССР по вольной борьбе 1948 года — ;
- Чемпионат Эстонской ССР по греко-римской борьбе 1950 года — ;
- Командный чемпионат ССР по классической борьбе 1951 года — ;
- Чемпионат Эстонской ССР по греко-римской борьбе 1951 года — ;
- Чемпионат Эстонской ССР по греко-римской борьбе 1952 года — ;
- Чемпионат Эстонской ССР по греко-римской борьбе 1954 года — ;
- Чемпионат Эстонской ССР по греко-римской борьбе 1955 года — .